# الدوري النرويجي الممتاز 1950–51
الدوري النرويجي الممتاز 1950–51 (بالنرويجية: Hovedserien 1950–51)‏ هو موسم من الدوري النرويجي الممتاز. أشرف على تنظيمه اتحاد النرويج لكرة القدم، وكان عدد الأندية المشاركة فيه 16، وفاز فيه نادي فريدريكستاد.